# André Tardif
Pour les articles homonymes, voir Tardif.
Pas d'image ? Cliquez ici

a Compétitions nationales et continentales officielles uniquement.

André Tardif, né le 15 juillet 1921 à Roche-la-Molière (Loire) et mort le 22 octobre 2016 à Lyon (Rhône), est un joueur de rugby à XIII, évoluant au poste de deuxième ligne.
Natif de la Loire, c'est au F.C. Lyon qu'il évolue en rugby à XIII. Il rejoint en 1947 le club du R.C. Roanne avec lequel il remporte le Championnat de France en 1948.

## Palmarès
- Collectif :
  - Vainqueur du Championnat de France : 1948 (Roanne).